# Academia Europaea
De Academia Europaea is een Europese niet-gouvernementele wetenschappelijke academie. 
De Academia Europaea werd in 1988 opgericht in het Britse Cambridge. De academie telt intussen meer dan 2000 leden uit 35 Europese en 8 andere landen. De academie mag meer dan 40 Nobelprijswinnaars tot zijn leden rekenen. Lidmaatschap kan enkel op invitatie verkregen worden, en wordt verleend na een peer-review-selectieprocedure.
De Academia Europaea is de uitgever sinds 1993 van het wetenschappelijk tijdschrift European Review.

## Voorzitters
- Arnold Burgen (1988–1994)
- Hubert Curien (1994–1997)
- Stig Strömholm (1997–2002)
- Jürgen Mittelstraß (2002–2008)
- Lars Walløe (2008-2014)
- Sierd Cloetingh (2014-2021)
- Marja Makarow (2021-)

## Leden van de academie

### Nobelprijswinnaars
Huidige en voormalige leden, het jaar van de Nobelprijs is tussen haakjes toegevoegd.
| - Rudolf Mössbauer (1961) - James Watson (1962) - Andrew Huxley (1963) - François Jacob (1965) - Manfred Eigen (1967) - Antony Hewish (1974) - Christian de Duve (1974) - John Cornforth (1975) - Werner Arber (1978) - Kai Siegbahn (1981) - Aaron Klug (1982) - Bengt Samuelsson (1982) - Simon van der Meer (1984) - Carlo Rubbia (1984) - Klaus von Klitzing (1985) - Heinrich Rohrer (1986) |  | - Jean-Marie Lehn (1987) - Jack Steinberger (1988) - Robert Huber (1988) - Hartmut Michel (1988) - James Black (1988) - Jean Dausset (1990) - Erwin Neher (1991) - Bert Sakmann (1991) - Richard R. Ernst (1991) - Paul Crutzen (1995) - Christiane Nüsslein-Volhard (1996) - James Mirrlees (1997) - Rolf Zinkernagel (1997) - Harold Kroto (1997) - John Walker (1997) - Claude Cohen-Tannoudji (1998) |  | - Jens Christian Skou (1998) - Günter Blobel (1999) - Arvid Carlsson (2000) - Tim Hunt (2001) - Paul Nurse (2001) - John Sulston (2002) - Kurt Wüthrich (2002) - Sydney Brenner (2002) - Vitaly Ginzburg (2003) - Gerhard Ertl (2007) - Albert Fert (2007) - Luc Montagnier (2008) - Harald zur Hausen (2008) - Christopher Pissarides (2011) - John Gurdon (2012) - Ben Feringa (2016) |

## Andere leden
- Colette Bodelot, Luxemburgs linguïst
- Karel Dobbelaere, Belgisch socioloog
- Philippe Busquin, Belgisch natuurkundige en politicus
- Kees de Jager, Nederlands sterrenkundige
- Leo Lucassen, Nederlands migratiehistoricus
- Marc Van Montagu, Belgisch moleculair bioloog
- Ineke Sluiter, Nederlandse linguiste Griekse taal en - letterkunde